# Csincsics Nepomuk János Miksa
Csincsics Nepomuk János Miksa, Ján Činčič (18. század – Nagyszombat, 1836. március 12.) esztergom-egyházmegyei áldozópap, a nagyszombati püspöki líceum teológiai tanára, a növendékpapháznak aligazgatója, szentszéki ülnök és Pozsony vármegye táblabírája.

## Élete
Az 1799. évben a pozsonyi seminarium generale növendéke lett. A bölcsészetet és 1801/2. tanévben a teológia első évét Pozsonyban, 1802/3. tanévben a második évet Nagyszombatban, a harmadik és negyedik évet Bécsben végezte. 1817-ben Nagyszombatban érseki líceumi hittanár és a nagyszombati papnöveldék aligazgatója, majd szentszéki ülők lett.

## Munkái
- Rede an das vierte Bataillon des löbl. k. k. 2-ten ungarischen Linien-Infanterie Reg. Freyherrn von Hiller, bei Gelegenheit seiner feyerlichen Fahnen-Weihe, gehalten am 17. Juli 1814. Tyrnau.
- Hitbeli oktatás a keresztény catholica anyaszentegyhznak korosabb ifjuság és mindazok számára... Hye Antal után németből ford. Uo. 1818.
- Rede über die vorzüglichsten Tugenden des christlichen Bürgers. Zur Feier der Fahnenweihe des bürg. Scharfschützen-Corps. Uo. 1819.
- Beszéd, mellyel főt. királyfia-karcsai Iványi János urat... midőn a nagyszombati kerület helytartóságába beiktattatnék... köszönté jún. 1. 1831. Uo.